# H.Kodihalli, Nagamangala
H.Kodihalli là một làng thuộc tehsil Nagamangala, huyện Mandya, bang Karnataka, Ấn Độ.